# ドミトリー・アレクサンドロヴィチ
ドミトリー・アレクサンドロヴィチ（Дмитрий Александрович、1250年頃？ - 1294年）は、アレクサンドル・ネフスキーの次男。母はポロツク公女アレクサンドラ・ブリャチスラヴナ。
ペレヤスラヴリ公。一時期ノヴゴロド公に就任した後、ウラジーミル大公（1276（或いは1277）年 - 1281年、1283年 - 1285年）。
父の存命中に頭角を現す。1262年には叔父にあたるヤロスラフ3世とともにドイツ騎士団と戦い、ユーリエフ（ドルパト）を攻め落とす。
1277年に、叔父のウラジーミル大公ヴァシーリー・ヤロスラヴィチを継ぎ、大公に就任。1281年以降は弟のアンドレイ・アレクサンドロヴィチと大公位を争った。ドミトリーにはノガイが、アンドレイにはジョチ・ウルスが付き、争いは熾烈を極め、両者は交互に大公位に就いた。1294年に死去。ペレヤスラヴリを彼の息子イヴァンが継ぐが、彼も8年後に父の後を追う。このイヴァンの遺言により、ペレヤスラヴリはドミトリーの弟のダニール・アレクサンドロヴィチに遺贈された。